# Equitazione ai Giochi della XXXIII Olimpiade - Salto ostacoli individuale
La competizione di salto ostacoli individuale ai Giochi della XXXIII Olimpiade di Parigi si è svolta dal 5 al 6 agosto 2024 presso la Reggia di Versailles.
La gara è stata vinta dal cavaliere tedesco Christian Kukuk, mentre lo svizzero Steve Guerdat e l'olandese Maikel van der Vleuten hanno rispettivamente ottenuto la medaglia d'argento e d'oro.

## Programma
| Data          | Ora (UTC+2) | Turno          |
| ------------- | ----------- | -------------- |
| 5 agosto 2024 | 14:00       | Qualificazioni |
| 6 agosto 2024 | 10:00       | Finale         |
| 6 agosto 2024 | 11:53       | Jump-Off       |
| Fonte:        |             |                |

## Formato di gara
La competizione individuale ha una durata complessiva di due giorni. Il primo giorno di competizione serve come qualificazione, in cui possono iniziare un totale di 75 atleti. Ogni atleta affronta lo stesso percorso, che include dai 12 ai 14 ostacoli numerati. Gli atleti vengono classificati in base al numero di punti di penalità accumulati, con i primi 30 che si qualificano per la finale. In caso di parità per l'ultimo posto di qualificazione, gli atleti sono separati dal tempo del loro giro. 
La finale si svolge su un percorso diverso, che include dai 12 ai 15 ostacoli numerati. I punteggi ottenuti nelle qualificazioni non vengono considerati e la classifica finale si basa solamente sul nuovo punteggio che gli atleti otterranno durante la gara finale. Se due o più atleti sono a pari merito per una posizione da medaglia, il pareggio viene risolto con un jump-off.

## Risultati

### Qualificazioni
| Pos.   | Cavaliere                | Nazione             | Cavallo                  | Penalità                        | Penalità                        | Penalità                        | Tempo                           | Note                            |
| Pos.   | Cavaliere                | Nazione             | Cavallo                  | Salto                           | Tempo                           | Tot.                            | Tempo                           | Note                            |
| ------ | ------------------------ | ------------------- | ------------------------ | ------------------------------- | ------------------------------- | ------------------------------- | ------------------------------- | ------------------------------- |
| 1      | Julien Epaillard         | Francia             | Dubai Du Cedre           | 0.00                            | 0.00                            | 0.00                            | 73.07                           | Q                               |
| 1      | Shane Sweetnam           | Irlanda             | James Kann Cruz          | 0.00                            | 0.00                            | 0.00                            | 73.35                           | Q                               |
| 1      | Daniel Coyle             | Irlanda             | Legacy                   | 0.00                            | 0.00                            | 0.00                            | 73.64                           | Q                               |
| 1      | Harrie Smolders          | Paesi Bassi         | Uricas VD Kattevennen    | 0.00                            | 0.00                            | 0.00                            | 74.02                           | Q                               |
| 1      | Martin Fuchs             | Svizzera            | Leone Jei                | 0.00                            | 0.00                            | 0.00                            | 74.20                           | Q                               |
| 1      | Steve Guerdat            | Svizzera            | Dynamix De Belheme       | 0.00                            | 0.00                            | 0.00                            | 74.33                           | Q                               |
| 1      | Henrik von Eckermann     | Svezia              | King Edward              | 0.00                            | 0.00                            | 0.00                            | 74.50                           | Q                               |
| 1      | Emanuele Camilli         | Italia              | Odense Odeveld           | 0.00                            | 0.00                            | 0.00                            | 75.10                           | Q                               |
| 1      | Kim Emmen                | Paesi Bassi         | Imagine                  | 0.00                            | 0.00                            | 0.00                            | 75.33                           | Q                               |
| 1      | Abdulrahman Alrajhi      | Arabia Saudita      | Ventago                  | 0.00                            | 0.00                            | 0.00                            | 75.35                           | Q                               |
| 1      | Harry Charles            | Gran Bretagna       | Romeo 88                 | 0.00                            | 0.00                            | 0.00                            | 75.72                           | WD                              |
| 1      | Scott Brash              | Gran Bretagna       | Jefferson                | 0.00                            | 0.00                            | 0.00                            | 75.78                           | Q                               |
| 1      | Stephan Barcha           | Brasile             | Primavera                | 0.00                            | 0.00                            | 0.00                            | 76.03                           | Q                               |
| 1      | Victoria Gulliksen       | Norvegia            | Mistral van de Vogelzang | 0.00                            | 0.00                            | 0.00                            | 76.24                           | Q                               |
| 1      | Gilles Thomas            | Belgio              | Ermitage Kalone          | 0.00                            | 0.00                            | 0.00                            | 76.68                           | Q                               |
| 1      | Karl Cook                | Stati Uniti         | Caracole de la Roque     | 0.00                            | 0.00                            | 0.00                            | 76.97                           | Q                               |
| 1      | Rodrigo Pessoa           | Brasile             | Major Tom                | 0.00                            | 0.00                            | 0.00                            | 77.03                           | Q                               |
| 1      | Andres Azcarraga         | Messico             | Contendros 2             | 0.00                            | 0.00                            | 0.00                            | 77.21                           | Q                               |
| 1      | Ramzy Al-Duhami          | Arabia Saudita      | Untouchable 32           | 0.00                            | 0.00                            | 0.00                            | 77.48                           | Q                               |
| 1      | Takashi Haase Shibayama  | Giappone            | Karamell M & M           | 0.00                            | 0.00                            | 0.00                            | 78.97                           | Q                               |
| 21     | Omar Al Marzouqi         | Emirati Arabi Uniti | Enjoy de la Mure         | 0.00                            | 1.00                            | 1.00                            | 79.56                           | Q                               |
| 22     | Maikel van der Vleuten   | Paesi Bassi         | Beauville Z              | 4.00                            | 0.00                            | 4.00                            | 70.94                           | Q                               |
| 22     | Grégory Wathelet         | Belgio              | Bond JamesBond De Hey    | 4.00                            | 0.00                            | 4.00                            | 71.97                           | Q                               |
| 22     | Christian Kukuk          | Germania            | Checker 47               | 4.00                            | 0.00                            | 4.00                            | 72.00                           | Q                               |
| 22     | Simon Delestre           | Francia             | I Amelusina R 51         | 4.00                            | 0.00                            | 4.00                            | 72.64                           | Q                               |
| 22     | Max Kühner               | Austria             | Elektric Blue P          | 4.00                            | 0.00                            | 4.00                            | 73.04                           | Q                               |
| 22     | Laura Kraut              | Stati Uniti         | Baloutinue               | 4.00                            | 0.00                            | 4.00                            | 73.22                           | Q                               |
| 22     | Ben Maher                | Gran Bretagna       | Dallas Vegas Batilly     | 4.00                            | 0.00                            | 4.00                            | 73.24                           | Q                               |
| 22     | José Maria Larocca       | Argentina           | Viens Tu De Sey          | 4.00                            | 0.00                            | 4.00                            | 73.33                           | Q                               |
| 22     | Philipp Weishaupt        | Germania            | Zineday                  | 4.00                            | 0.00                            | 4.00                            | 73.42                           | Q                               |
| 22     | Mario Deslauriers        | Canada              | Emerson                  | 4.00                            | 0.00                            | 4.00                            | 74.93                           | Q                               |
| 32     | Rolf-Göran Bengtsson     | Svezia              | Zuccero HV               | 4.00                            | 0.00                            | 4.00                            | 75.15                           |                                 |
| 32     | Cian O'Connor            | Irlanda             | Maurice                  | 4.00                            | 0.00                            | 4.00                            | 75.17                           |                                 |
| 32     | McLain Ward              | Stati Uniti         | Ilex                     | 4.00                            | 0.00                            | 4.00                            | 75.50                           |                                 |
| 32     | Jérôme Guery             | Belgio              | Quel Homme De Hus        | 4.00                            | 0.00                            | 4.00                            | 75.54                           |                                 |
| 32     | Katharina Rhomberg       | Austria             | Colestus Cambridge       | 4.00                            | 0.00                            | 4.00                            | 75.55                           |                                 |
| 32     | Erynn Ballard            | Canada              | Nikka VD Bisschop        | 4.00                            | 0.00                            | 4.00                            | 76.60                           |                                 |
| 32     | Olivier Perreau          | Francia             | Dorai D'Aiguilly         | 4.00                            | 0.00                            | 4.00                            | 76.94                           |                                 |
| 32     | Ismael García Roque      | Spagna              | Tirano                   | 4.00                            | 0.00                            | 4.00                            | 76.97                           |                                 |
| 32     | Eugenio Garza            | Messico             | Contago                  | 4.00                            | 0.00                            | 4.00                            | 77.02                           |                                 |
| 32     | Andreas Schou            | Danimarca           | Napoli VH Nederassenthof | 4.00                            | 0.00                            | 4.00                            | 77.11                           |                                 |
| 42     | Robin Muhr               | Israele             | Galaxy HM                | 8.00                            | 0.00                            | 8.00                            | 73.46                           |                                 |
| 42     | Peder Fredricson         | Svezia              | Catch Me Not S           | 8.00                            | 0.00                            | 8.00                            | 74.50                           |                                 |
| 42     | Hilary Scott             | Australia           | Milky Way                | 8.00                            | 0.00                            | 8.00                            | 74.71                           |                                 |
| 42     | Edouard Schmitz          | Svizzera            | Gamin Van't Naastveldhof | 8.00                            | 0.00                            | 8.00                            | 75.02                           |                                 |
| 42     | Khaled Almobty           | Arabia Saudita      | Jaguar King WD           | 8.00                            | 0.00                            | 8.00                            | 75.87                           |                                 |
| 42     | Edwina Tops-Alexander    | Australia           | Fellow Castlefield       | 8.00                            | 0.00                            | 8.00                            | 76.26                           |                                 |
| 42     | Duarte Seabra            | Portogallo          | Dourados 2               | 8.00                            | 0.00                            | 8.00                            | 76.27                           |                                 |
| 42     | Federico Fernández       | Messico             | Romeo                    | 8.00                            | 0.00                            | 8.00                            | 76.58                           |                                 |
| 42     | Tiffany Foster           | Canada              | Figor                    | 8.00                            | 0.00                            | 8.00                            | 76.78                           |                                 |
| 42     | Thaisa Erwin             | Australia           | Hialita B                | 8.00                            | 0.00                            | 8.00                            | 78.12                           |                                 |
| 42     | Adam Grzegorzewski       | Polonia             | Issem                    | 8.00                            | 0.00                            | 8.00                            | 78.40                           |                                 |
| 42     | Dawid Kubiak             | Polonia             | Flash Blue B             | 8.00                            | 0.00                            | 8.00                            | 78.63                           |                                 |
| 54     | Taizo Sugitani           | Giappone            | Quincy 194               | 8.00                            | 1.00                            | 9.00                            | 79.57                           |                                 |
| 55     | Richard Vogel            | Germania            | United Touch S           | 12.00                           | 0.00                            | 12.00                           | 70.80                           |                                 |
| 55     | Kristaps Neretnieks      | Lettonia            | Palladium KJV            | 12.00                           | 0.00                            | 12.00                           | 73.66                           |                                 |
| 55     | Ioli Mytilineou          | Grecia              | L'Artiste De Toxandra    | 12.00                           | 0.00                            | 12.00                           | 74.32                           |                                 |
| 55     | Maksymilian Wechta       | Polonia             | Chepettano               | 12.00                           | 0.00                            | 12.00                           | 76.19                           |                                 |
| 55     | Gerfried Puck            | Austria             | Naxcel V                 | 12.00                           | 0.00                            | 12.00                           | 77.34                           |                                 |
| 60     | Sergio Álvarez Moya      | Spagna              | Puma HS                  | 12.00                           | 1.00                            | 13.00                           | 79.75                           |                                 |
| 61     | Salim Ahmed Al-Suwaidi   | Emirati Arabi Uniti | Foncetti VD Heffinck     | 16.00                           | 0.00                            | 16.00                           | 76.42                           |                                 |
| 62     | Yuri Mansur              | Brasile             | Miss Blue                | 4.00                            | 15.00                           | 19.00                           | 93.37                           |                                 |
| 63     | Luis Fernando Larrazabal | Venezuela           | Condara                  | 20.00                           | 0.00                            | 20.00                           | 74.19                           |                                 |
| 63     | Isabella Russekoff       | Israele             | C Vier 2                 | 20.00                           | 0.00                            | 20.00                           | 76.13                           |                                 |
| 65     | Agustín Covarrubias      | Cile                | Nelson Du Petit Vivier   | 28.00                           | 3.00                            | 31.00                           | 81.68                           |                                 |
| 66     | René Lopez               | Colombia            | Kheros Van't Hoogeinde   | 20.00                           | 19.00                           | 39.00                           | 97.59                           |                                 |
| —      | Janakabhorn Karunayadhaj | Thailandia          | Kinmar Agalu             | Eliminato                       | Eliminato                       | Eliminato                       | Eliminato                       | Eliminato                       |
| —      | Eduardo Álvarez Aznar    | Spagna              | Caprice Du Vigneul       | Ritirato                        | Ritirato                        | Ritirato                        | Ritirato                        | Ritirato                        |
| —      | My Relander              | Estonia             | Expert                   | Ritirato                        | Ritirato                        | Ritirato                        | Ritirato                        | Ritirato                        |
| —      | Daniel Bluman            | Israele             | Ladriano Z               | Ritirato                        | Ritirato                        | Ritirato                        | Ritirato                        | Ritirato                        |
| —      | Eiken Sato               | Giappone            | Conthargo-Blue           | Ritirato                        | Ritirato                        | Ritirato                        | Ritirato                        | Ritirato                        |
| —      | Andrius Petrovas         | Lituania            | Linkolns                 | Ritirato                        | Ritirato                        | Ritirato                        | Ritirato                        | Ritirato                        |
| —      | Abdulla Al-Marri         | Emirati Arabi Uniti | McGregor                 | Ritirato                        | Ritirato                        | Ritirato                        | Ritirato                        | Ritirato                        |
| —      | Amre Hamcho              | Siria               | Vagabon Des Forets       | Ritirato dopo le qualificazioni | Ritirato dopo le qualificazioni | Ritirato dopo le qualificazioni | Ritirato dopo le qualificazioni | Ritirato dopo le qualificazioni |
| Fonte: |                          |                     |                          |                                 |                                 |                                 |                                 |                                 |

### Finale
| Pos.   | Cavaliere               | Nazione             | Cavallo                  | Penalità  | Penalità  | Penalità  | Tempo     | Note      |
| Pos.   | Cavaliere               | Nazione             | Cavallo                  | Salto     | Tempo     | Tot.      | Tempo     | Note      |
| ------ | ----------------------- | ------------------- | ------------------------ | --------- | --------- | --------- | --------- | --------- |
| =1     | Steve Guerdat           | Svizzera            | Dynamix De Belheme       | 0.00      | 0.00      | 0.00      | 80.99     | QF        |
| =1     | Maikel van der Vleuten  | Paesi Bassi         | Beauville Z              | 0.00      | 0.00      | 0.00      | 82.06     | QF        |
| =1     | Christian Kukuk         | Germania            | Checker 47               | 0.00      | 0.00      | 0.00      | 82.38     | QF        |
| 4      | Julien Epaillard        | Francia             | Dubai Du Cedre           | 4.00      | 0.00      | 4.00      | 79.18     |           |
| 5      | Stephan Barcha          | Brasile             | Primavera                | 4.00      | 0.00      | 4.00      | 80.07     |           |
| 6      | Scott Brash             | Gran Bretagna       | Jefferson                | 4.00      | 0.00      | 4.00      | 81.23     |           |
| 7      | Max Kühner              | Austria             | Elektric Blue P          | 4.00      | 0.00      | 4.00      | 81.29     |           |
| 8      | Laura Kraut             | Stati Uniti         | Baloutinue               | 4.00      | 0.00      | 4.00      | 81.61     |           |
| 9      | Ben Maher               | Gran Bretagna       | Dallas Vegas Batilly     | 4.00      | 0.00      | 4.00      | 81.70     |           |
| 10     | Martin Fuchs            | Svizzera            | Leone Jei                | 4.00      | 0.00      | 4.00      | 82.21     |           |
| 11     | Ramzy Al-Duhami         | Arabia Saudita      | Untouchable 32           | 4.00      | 0.00      | 4.00      | 82.73     |           |
| 12     | Philipp Weishaupt       | Germania            | Zineday                  | 4.00      | 1.00      | 5.00      | 84.14     |           |
| 13     | Abdulrahman Alrajhi     | Arabia Saudita      | Ventago                  | 4.00      | 2.00      | 6.00      | 85.68     |           |
| 14     | Harrie Smolders         | Paesi Bassi         | Uricas VD Kattevennen    | 4.00      | 2.00      | 6.00      | 85.75     |           |
| 15     | Grégory Wathelet        | Belgio              | Bond JamesBond De Hey    | 8.00      | 0.00      | 8.00      | 78.76     |           |
| 16     | Karl Cook               | Stati Uniti         | Caracole de la Roque     | 8.00      | 0.00      | 8.00      | 79.72     |           |
| 17     | Simon Delestre          | Francia             | I Amelusina R 51         | 8.00      | 0.00      | 8.00      | 81.25     |           |
| 18     | Mario Deslauriers       | Canada              | Emerson                  | 8.00      | 0.00      | 8.00      | 82.64     |           |
| 19     | Omar Al Marzouqi        | Emirati Arabi Uniti | Enjoy de la Mure         | 8.00      | 0.00      | 8.00      | 83.38     |           |
| 20     | Gilles Thomas           | Belgio              | Ermitage Kalone          | 8.00      | 0.00      | 8.00      | 83.95     |           |
| 21     | Emanuele Camilli        | Italia              | Odense Odeveld           | 12.00     | 0.00      | 12.00     | 81.08     |           |
| 22     | Shane Sweetnam          | Irlanda             | James Kann Cruz          | 12.00     | 0.00      | 12.00     | 82.03     |           |
| 23     | Kim Emmen               | Paesi Bassi         | Imagine                  | 12.00     | 0.00      | 12.00     | 83.52     |           |
| 24     | Victoria Gulliksen      | Norvegia            | Mistral van de Vogelzang | 12.00     | 1.00      | 13.00     | 84.83     |           |
| 25     | José Maria Larocca      | Argentina           | Viens Tu De Sey          | 20.00     | 0.00      | 20.00     | 81.82     |           |
| —      | Andres Azcarraga        | Messico             | Contendros 2             | Eliminato | Eliminato | Eliminato | Eliminato | Eliminato |
| —      | Henrik von Eckermann    | Svezia              | King Edward              | Eliminato | Eliminato | Eliminato | Eliminato | Eliminato |
| —      | Rodrigo Pessoa          | Brasile             | Major Tom                | Ritirato  | Ritirato  | Ritirato  | Ritirato  | Ritirato  |
| —      | Daniel Coyle            | Irlanda             | Legacy                   | Ritirato  | Ritirato  | Ritirato  | Ritirato  | Ritirato  |
| —      | Takashi Haase Shibayama | Giappone            | Karamell M & M           | Ritirato  | Ritirato  | Ritirato  | Ritirato  | Ritirato  |
| Fonte: |                         |                     |                          |           |           |           |           |           |

### Spareggio - Jump-Off
| Pos.    | Cavaliere              | Nazione     | Cavallo            | Penalità | Tempo (s) |
| ------- | ---------------------- | ----------- | ------------------ | -------- | --------- |
| Oro     | Christian Kukuk        | Germania    | Checker 47         | 0        | 38.34     |
| Argento | Steve Guerdat          | Svizzera    | Dynamix De Belheme | 4        | 38.38     |
| Bronzo  | Maikel van der Vleuten | Paesi Bassi | Beauville Z        | 4        | 39.12     |
| Fonte:  |                        |             |                    |          |           |